# Giaime (nome)
Giaime  è un nome proprio di persona italiano maschile.

## Origine e diffusione
Nome di scarsa diffusione, risultante dall'adattamento fonetico di Jaime, la forma spagnola di Giacomo. È comune in Sardegna fin dall'epoca Aragonese nelle due forme Giaime (italianizzata) e Jaime (originale), in quanto il re d'Aragona e primo re di Sardegna fu Jaime II.

## Onomastico
Essendo sostanzialmente una variante di Giacomo, l'onomastico viene festeggiato lo stesso giorno di tale nome, ossia generalmente il 25 luglio, in ricordo di san Giacomo il Maggiore, oppure il 3 maggio, in ricordo di san Giacomo il Minore.

## Persone
- Giaime Fiumanò, in arte MC Giaime, rapper e writer italiano
- Giaime Mula, in arte Giaime, rapper italiano
- Giaime Pintor, giornalista, scrittore e antifascista italiano
- Giaime Pintor, giornalista e critico musicale italiano, nipote e omonimo del precedente